# Avia Motors
Avia Motors s.r.o. ist ein tschechischer Nutzfahrzeughersteller.

## Geschichte
Im Jahr 1919 wurde Avia als Flugzeug-Reparaturwerkstatt auf dem Gelände einer ehemaligen Zuckerfabrik in Prag-Vysočany gegründet.
1946 begann Avia mit der Produktion von Lkw- und Bus-Modellen. 1967 erwarb Avia die Lizenz für den Bau leichter Lkw von Renault-Saviem (SG2 als A15, A20, A30). 1983 wurde die weiterentwickelte Baureihe A21/A31 vorgestellt. 1995 erwarb der koreanische Konzern Daewoo die Mehrheit von Avia. 1996 erfolgte die Umbenennung in Daewoo-Avia. 1997 wurde die neue Baureihe A60/A75/A80 vorgestellt. Im Jahr 2000 wurde die komplett neu entwickelte Baureihe D-Line vorgestellt.

Logo von Avia Ashok Leyland Motors

Aufgrund finanzieller Schwierigkeiten trennte sich der Mutterkonzern Daewoo 2005 von Daewoo-Avia. Danach firmierte die Nutzfahrzeugsparte wieder unter dem Namen Avia a.s., bis 2006 der indische Lkw-Hersteller Ashok Leyland bei AVIA a.s. einstieg, der großes Potential der Marke AVIA für den europäischen Markt sah. Die Produktionsstätte in Prag-Letňany blieb weiter bestehen und sollte ausgebaut werden. Die Firma hieß danach Avia Ashok Leyland Motors. Ende 2012 hatte Avia 227 Beschäftigte und produzierte 2012 insgesamt 1003 Fahrzeuge. Da es trotz gesteigerten Umsatzes nicht gelang, aus den roten Zahlen zu kommen, wurde die Produktion in Tschechien Ende Juli 2013 eingestellt. Die Produktion fand weiter an anderen Standorten von Ashok Leyland statt.
Im Jahr 2016 wurde Avia an die Czechoslovak Group, die auch Tatra besitzt, verkauft. Die Produktion von Lastwagen wurde in einem neuen Werk in Přelouč wieder aufgenommen. Der erste Lastwagen von Avia wurde 2017 ausgeliefert. Im August 2018 gab das Unternehmen bekannt, die Lkw-Produktion vorerst zu stoppen.

### Erste Generation (Saviem-Lizenz)

Firmenlogo 1967
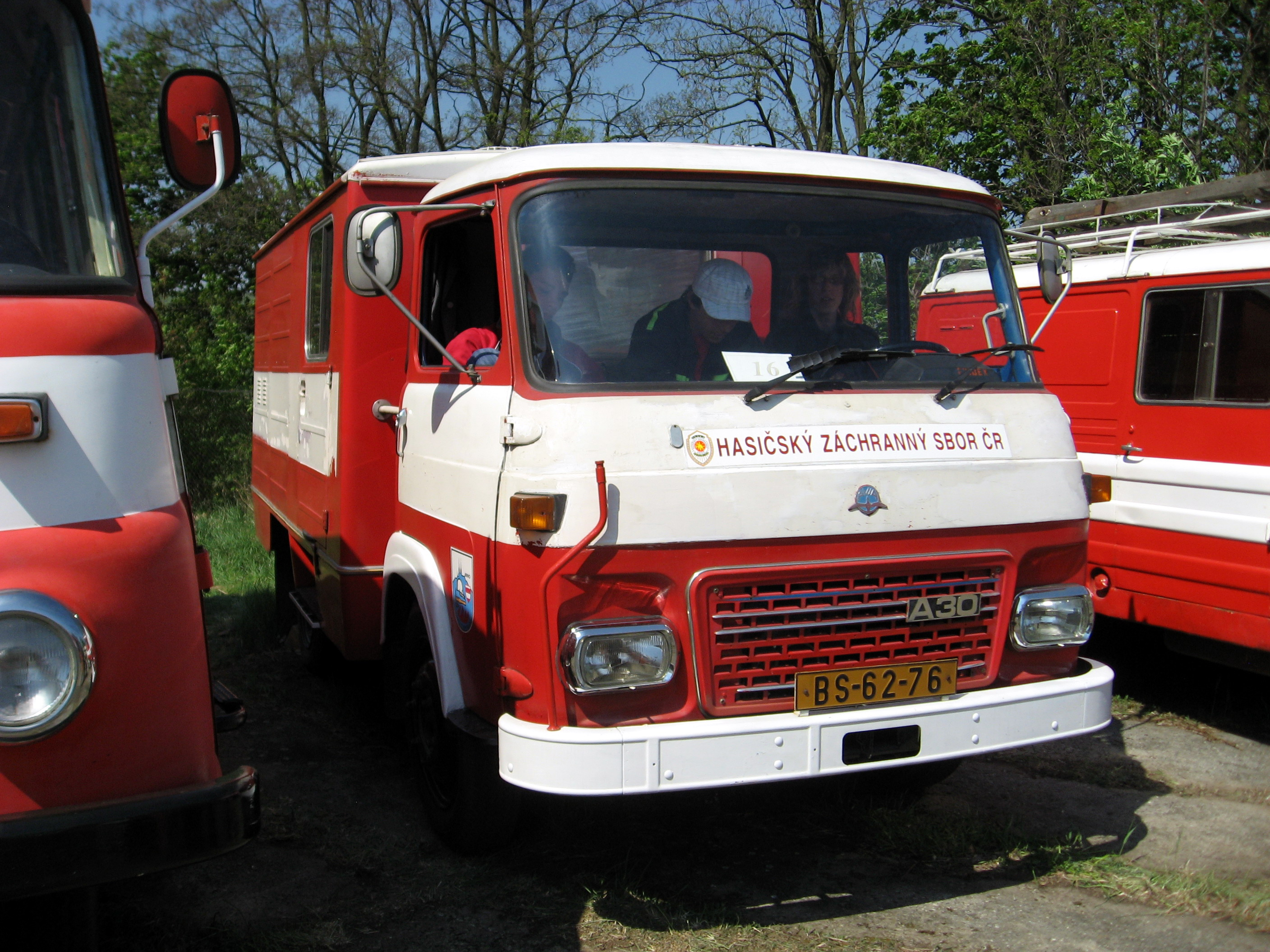
Avia A30

### Zweite Generation

Firmenlogo 1983
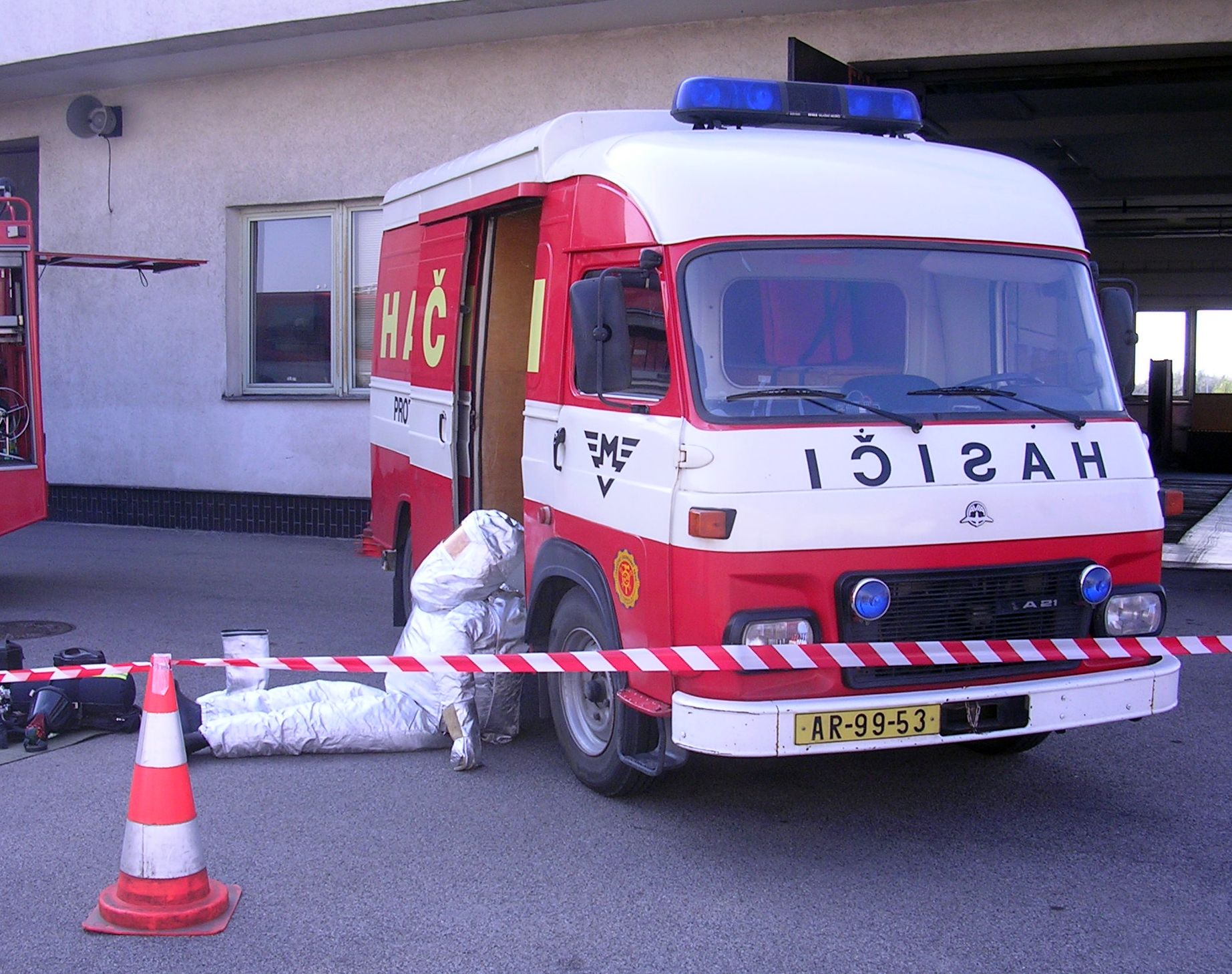
Avia A21
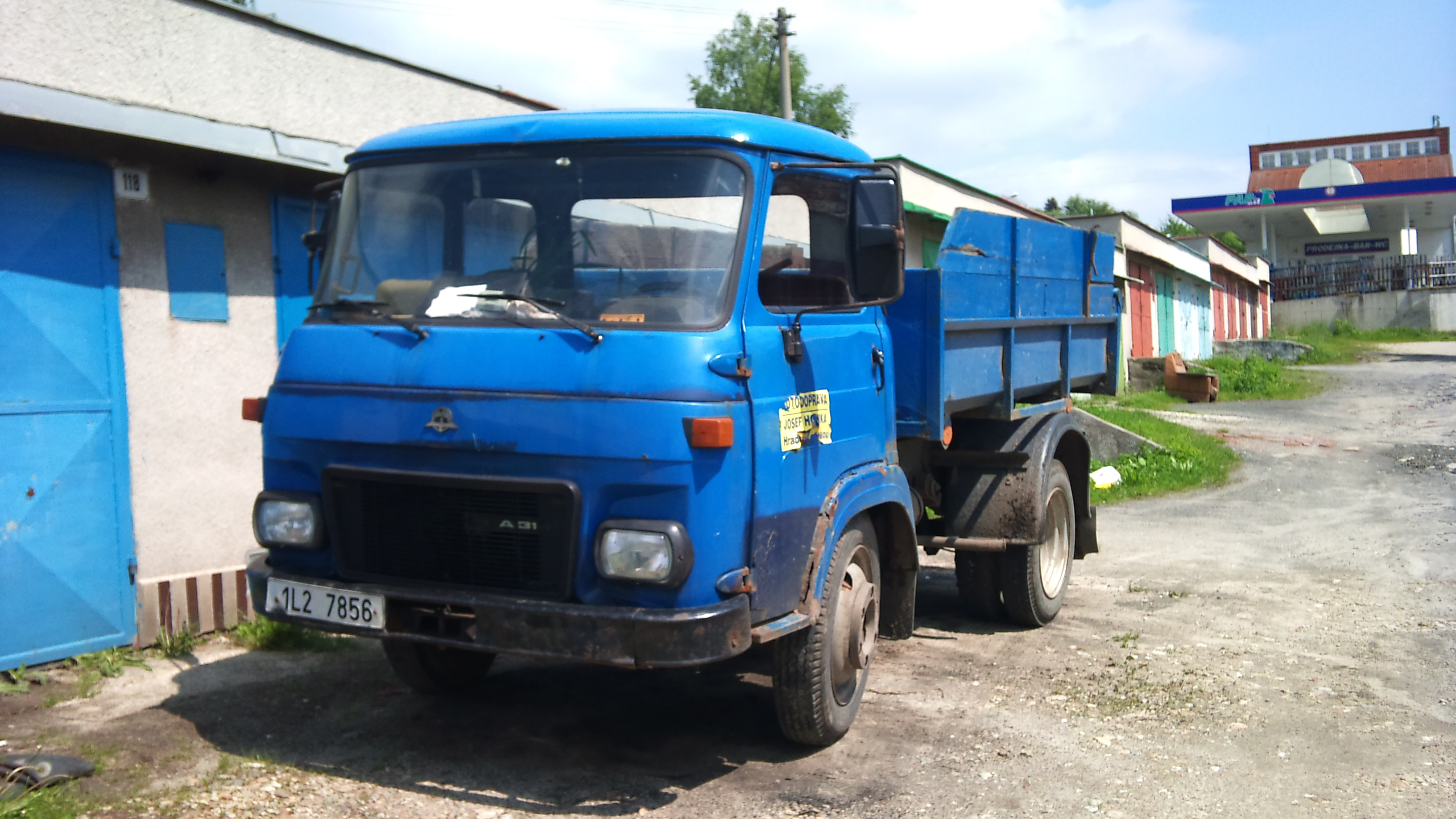
Avia A31
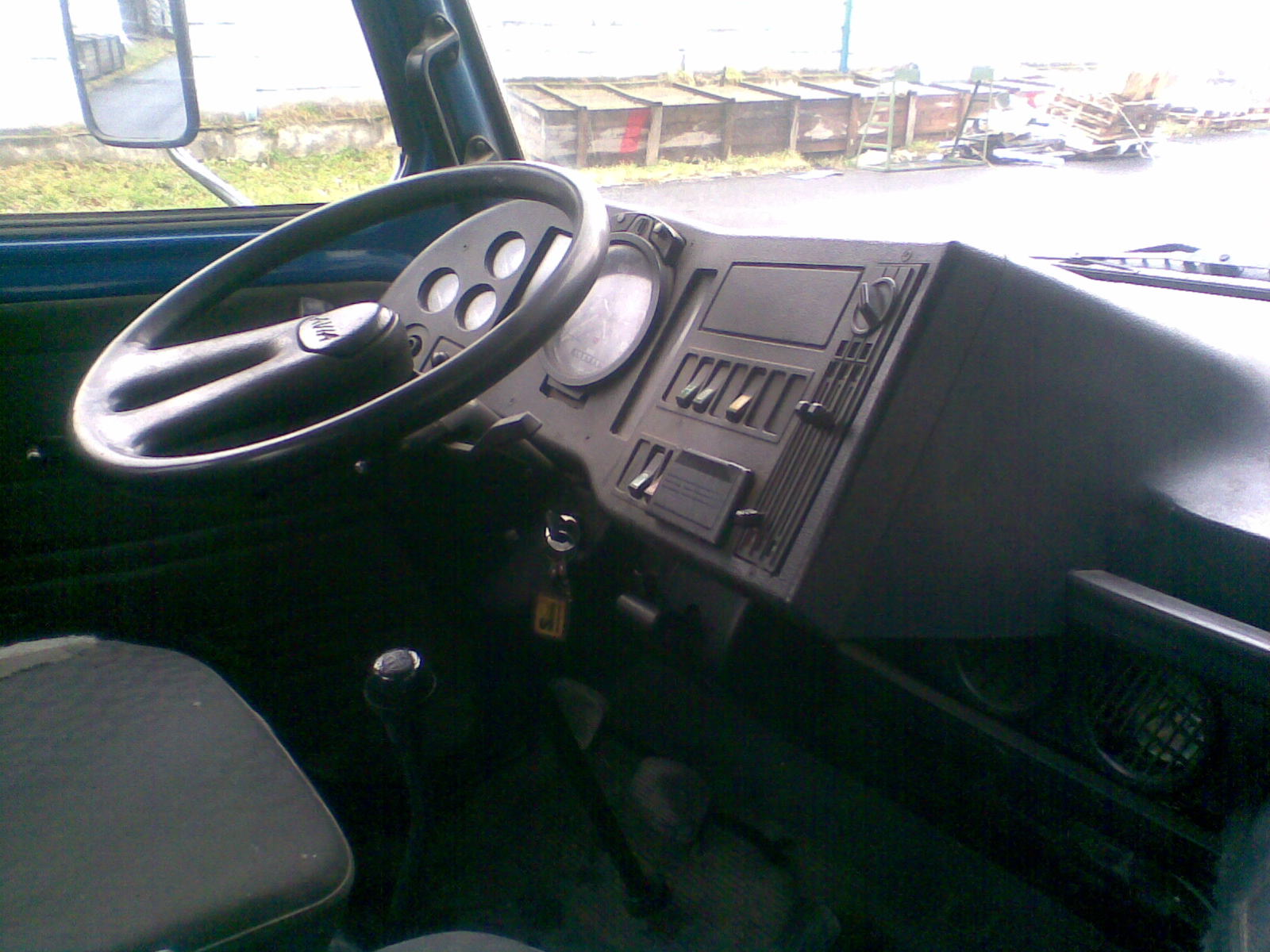
Fahrerkabine des Avia A31
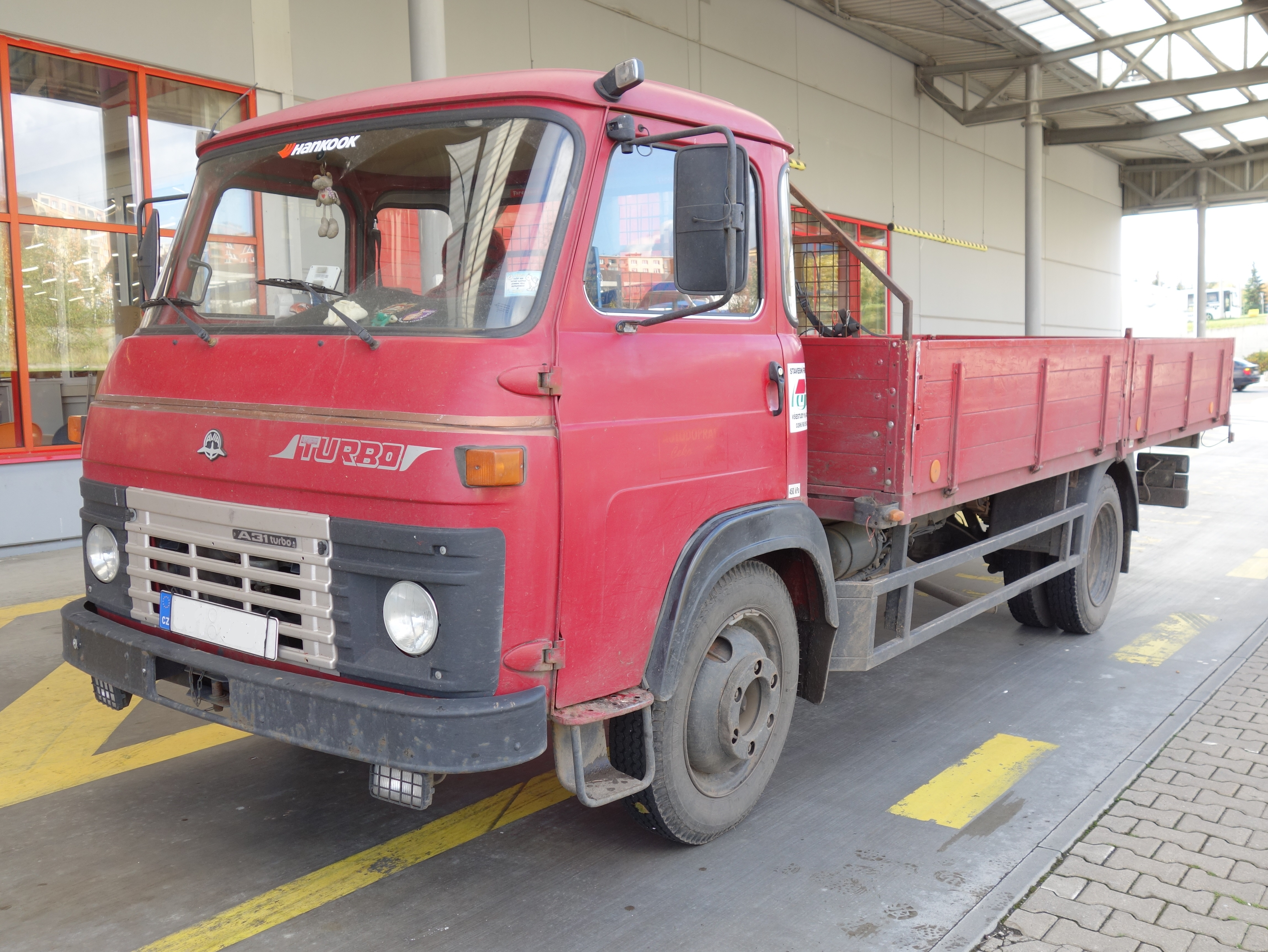
Avia A31 Turbo

### Dritte Generation

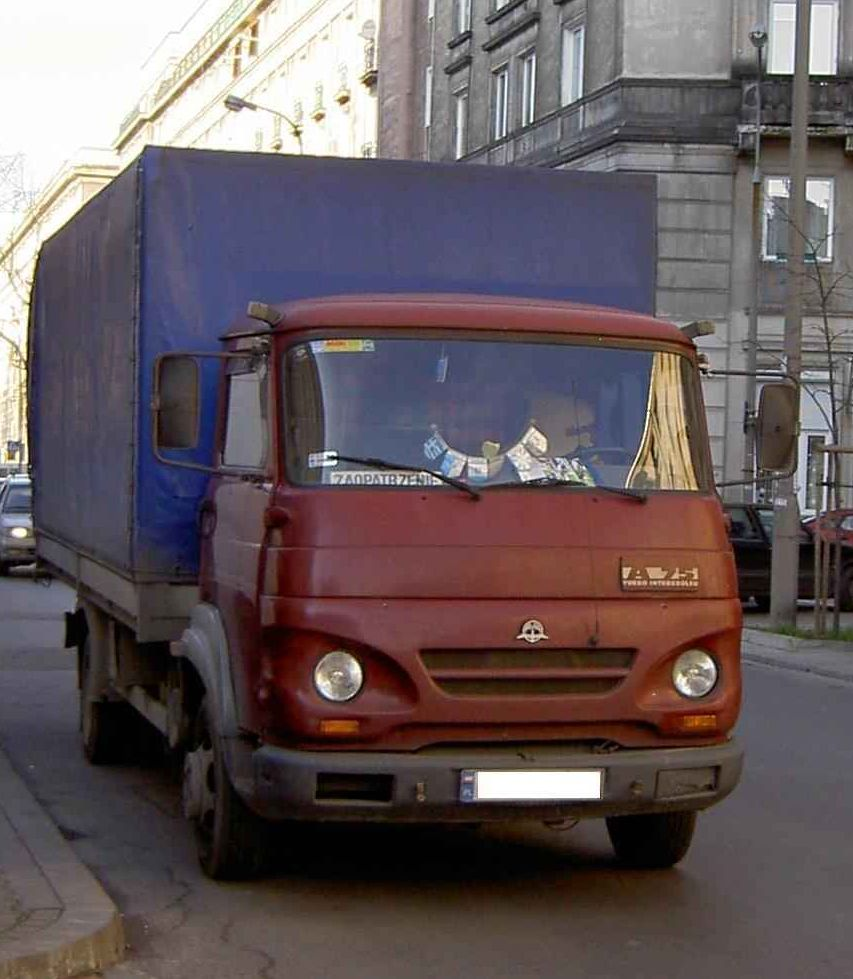
Avia A75
Firmenlogo Daewoo-Avia
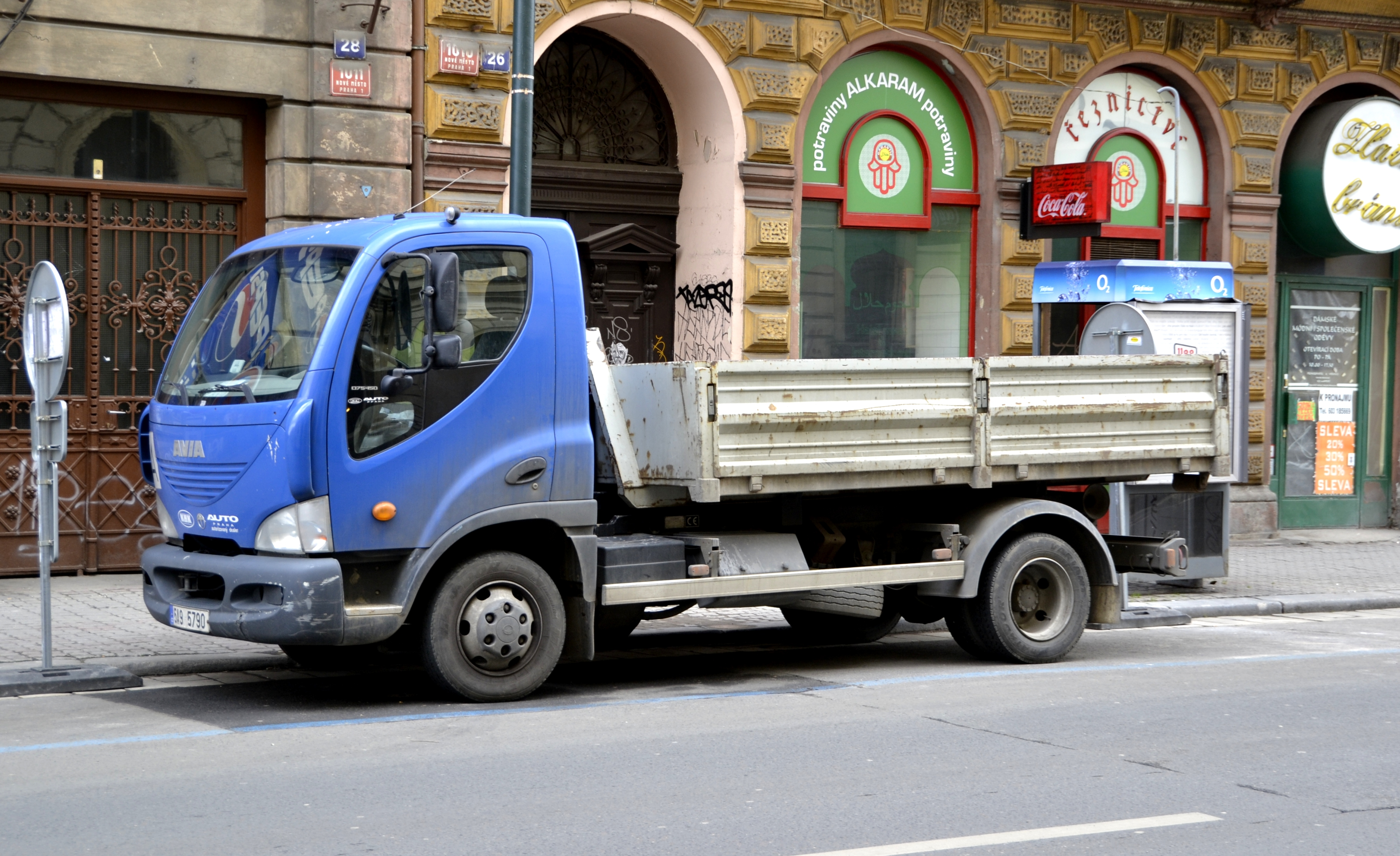
Avia D75-150
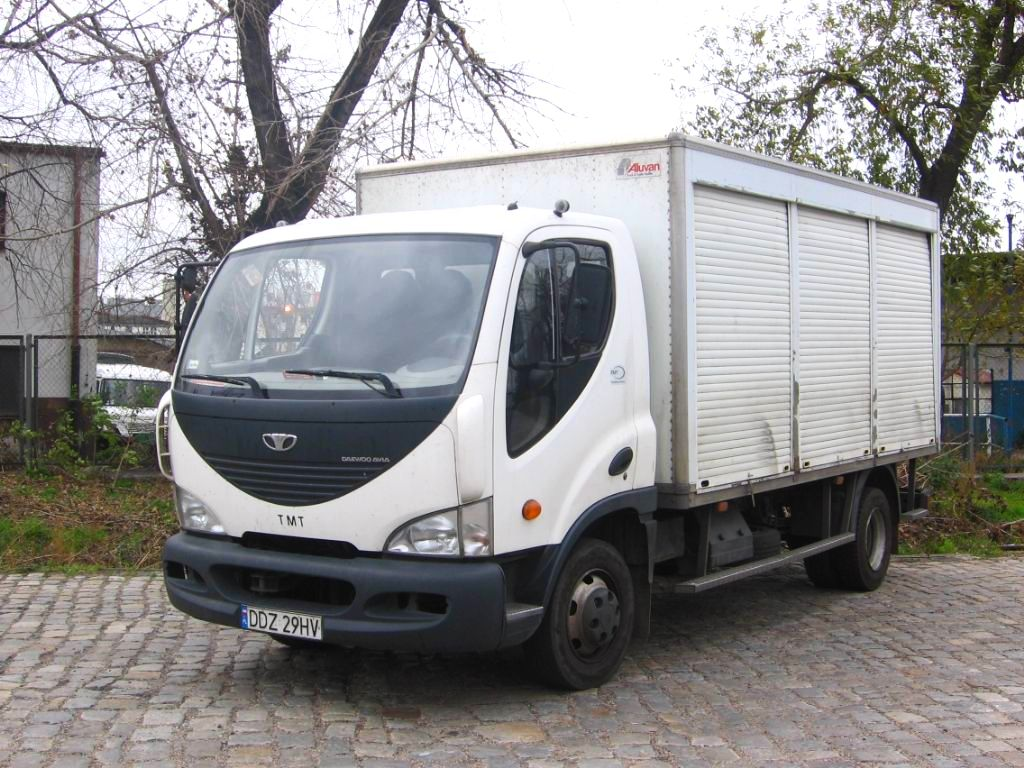
Daewoo-Avia D90

## Automobil-Prototyp
Im Jahr 1956 entwickelte das Unternehmen im staatlichen Auftrag den Prototyp eines Kleinstwagens namens Avia. Für den Antrieb des vierrädrigen Mobils sorgte ein gebläsegekühlter Zweizylinder-Zweitaktmotor von Jawa. Der Motor leistete aus 350 cm³ Hubraum 15 PS und war im Heck montiert. Das Lenkrad befand sich in Fahrzeugmitte; dahinter war Platz für zwei weitere Personen. Anstelle von Türen war das Kabinendach zum Ein- und Aussteigen nach hinten verschiebbar. Im Jahr 1957 wurden die Versuche eingestellt.

## Geländewagen

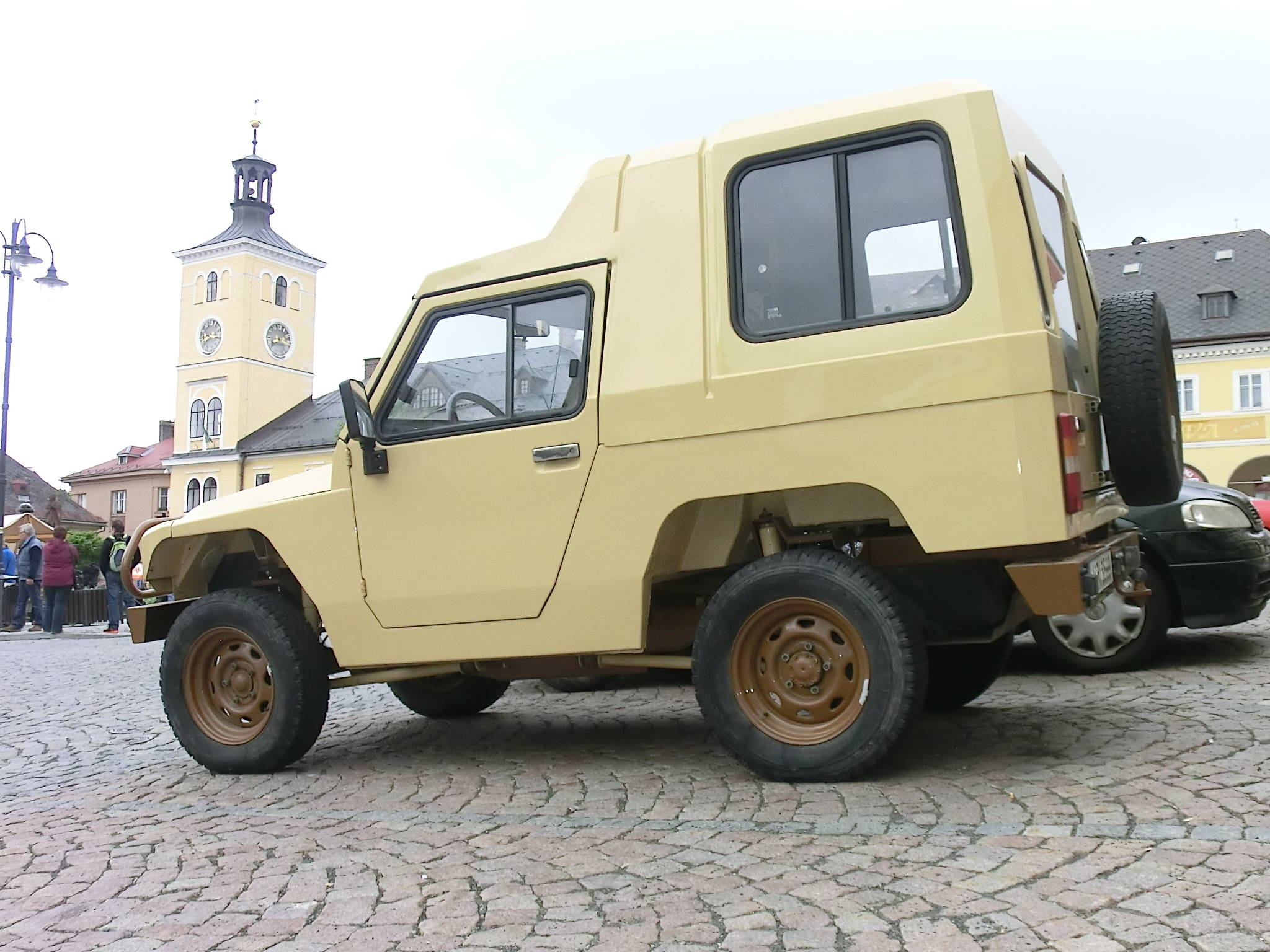
Avia 11 Trend

Im Jahr 1993 nahm das Unternehmen Verbindung zu Auverland auf, um deren Geländewagen in Lizenz zu fertigen. Bis 1995 stellte das Unternehmen entweder 72 oder 250 Avia 11 Trend her.